# Hans Dürer

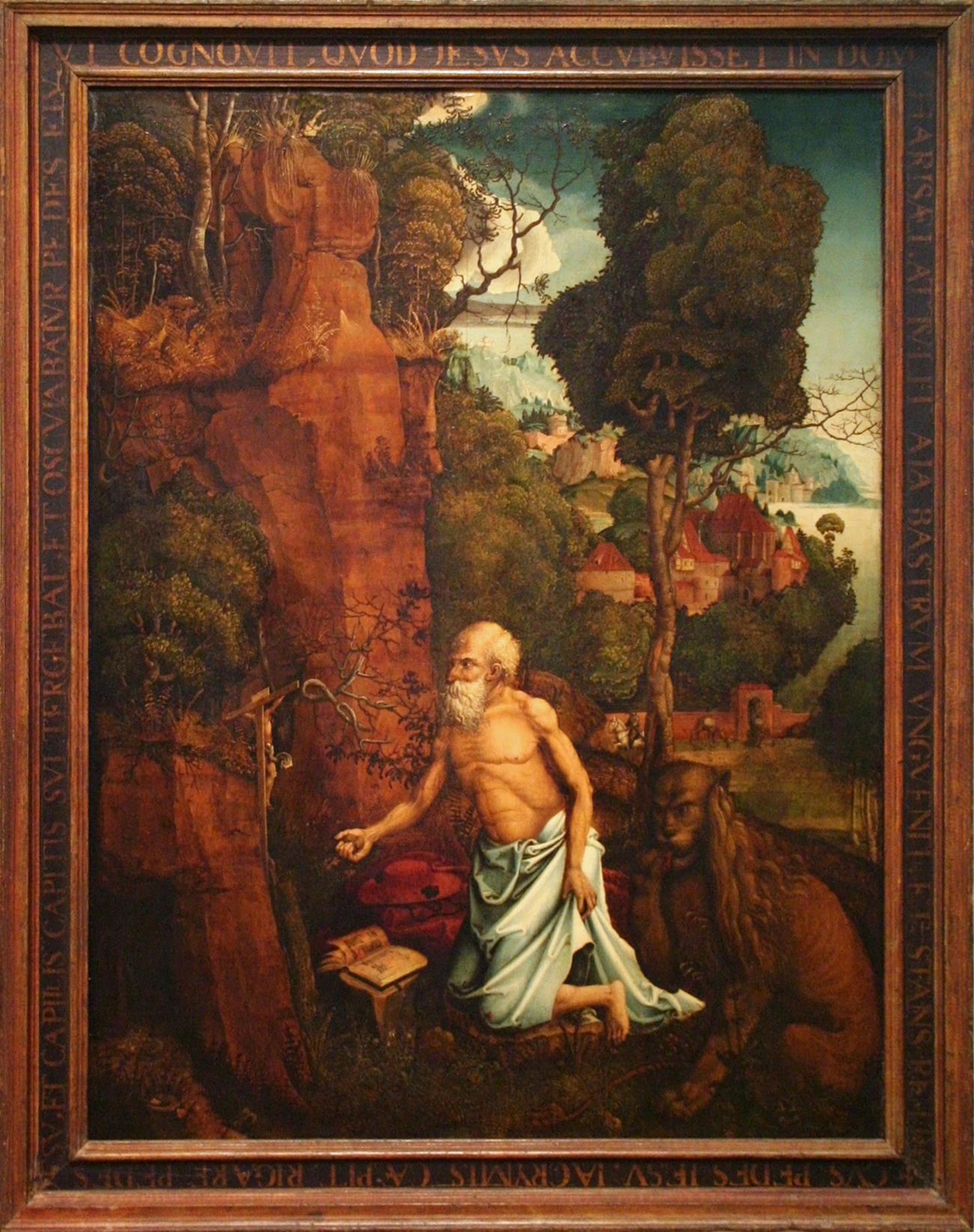
The Penitent St. Jerome in a Landscape by Hans Dürer, National Gallery in Prague

Hans Dürer (sinh ngày 21 tháng 2 năm 1490 tại Nuremberg - khoảng năm 1538 tại Kraków), là họa sĩ, họa sĩ vẽ tranh và họa sĩ người Đức.
Ông là em của Albrecht Dürer, và sau ông, tài năng nhất của 17 anh chị em ruột. Hầu hết các anh chị em đã chết trong thời thơ ấu. Ông chắc chắn đã được đào tạo trong hội thảo của anh trai nổi tiếng của ông. Ông đã trở thành họa sĩ của triều đình cho vua Zygmunta I của Ba Lan. Ông đã từng sống và làm việc tại Kraków trong một thời gian, giống như nhiều nghệ sĩ Nuremberg khác